# Blouson d'aviateur

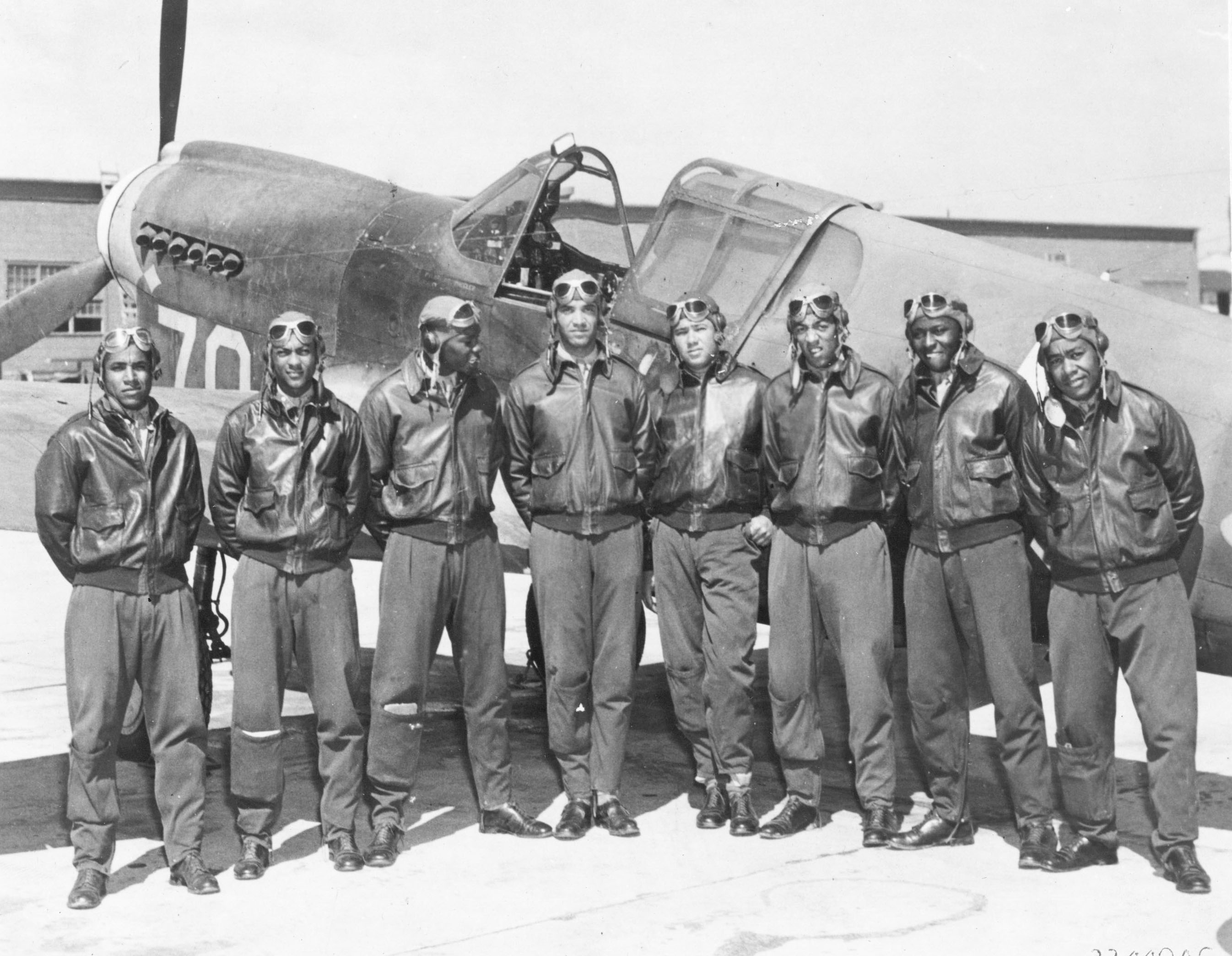
Tuskegee Airmen portant des blousons A2.

Un blouson d'aviateur est un modèle de blouson, à l'origine pièce d'uniforme militaire. L'essor de l'aviation, principalement militaire, a nécessité le développement d'un vêtement d'extérieur adapté, protégeant à la fois du vent, de la pluie et du froid. Le blouson d'aviateur est associé à l'image des pilotes de la Seconde Guerre mondiale et est devenu par la suite un élément récurrent du vestiaire masculin.

## Les modèles américains en cuir
Les premiers blousons d'aviateur étaient en cuir. Par la suite, le coton, puis rapidement le nylon, et enfin d'autres matières synthétiques l'ont remplacé à partir des années 1940.
Les principaux modèles référencés, faisant l'objet de collections et de reproductions, sont ceux équipant l'armée américaine. Cependant, les modèles des pilotes de la Luftwaffe ou ceux en mouton retourné des pilotes des avions de chasse britanniques de la Royal Air Force, portés notamment pendant la Bataille d'Angleterre sont également recherchés par les collectionneurs.

### type A1
Lancé en 1927 et inspiré des modèles sport de l'époque, le A1 est le premier équipement spécifique à la branche aérienne des forces armées des États-Unis. C'est un blouson fermé par des boutons, doublé de coton et disposant d'un col, d'une taille et de poignets en tricot. La fermeture du col est également assurée par des boutons. 

### type A2
Le modèle est créé en 1931 à destination des membres de l'United States Army Air Corps. C'est un blouson zippé en cuir de cheval, de chèvre ou de bovin, pourvu de poignets et d'une taille en tricot et de deux poches plaquées à rabat. C'est le modèle le plus connu des blousons d'aviateur, popularisé d'une part par les peintures, de pin-up souvent, réalisées sur le cuir par les soldats les portant et d'autre part par les acteurs d'Hollywood après-guerre ou par les séries télés.
Les modèles de chaque fournisseur de l'armée, parmi lesquels les firmes Monarch Mfg. Co., Rough Wear Clothing Co. ou Aero Leather Clothing Co., avaient leurs spécificités, ce qui accroît l'intérêt des collectionneurs.
Le blouson A2 a été remis à la mode en France durant les années 1980 par la marque Chevignon qui proposait des versions avec un cuir artificiellement vieilli.
Près de cinquante ans après, l'engouement pour le modèle ne s'essoufflant pas, y compris parmi les militaires, l'US Air Force a équipé de nouveau en 1988 certains pilotes d'une nouvelle génération de A2.

### type B3
C'est le blouson des pilotes et membres de bombardiers américains durant la Seconde Guerre mondiale. Similaire au modèle Irvin britannique, il est en mouton retourné et pourvu d'un très large col fourré, fermé par deux pattes de serrage.

### type G1
Le G1 a été développé pour les pilotes de l'aéronavale américaine. La version de 1947, aboutissement des premiers modèles portés à partir de 1940, est l'équivalent du A2 mais à destination des pilotes de l'USN. Le blouson G1 est, contrairement au A2, pourvu d'un col en fourrure. C'est le blouson, avec de multiples écussons, porté par Tom Cruise dans le film Top Gun.

## Les modèles en coton et en nylon
La nécessité d'avoir un vêtement souple dans des cockpits étroits et la contrainte du gel en altitude d'une part, mais également les besoins importants liés à l'effort de guerre et le prix du cuir d'autre part, ont conduit l'USAAF, sous l'impulsion de Hap Arnold, à développer des blousons dans d'autres matériaux. 
- Le premier d'entre eux est le B-10 en sergé de coton vert, doublé d'une laine d'alpaga (comme les deck jackets de la Navy), fermant par un zip central et pourvu de poches ventrales plaquées boutonnées et d'un col en fourrure de mouton. Standardisé le 22 juillet 1943, le modèle a été massivement produit et porté à la fin du conflit en Europe et au début de la guerre de Corée.

- Standardisé en avril 1944, le B-15 est le deuxième modèle qui ne soit pas en cuir. Comme le précédent, il dispose d'une doublure en alpaga et d'un col en fourrure mais son tissu diffère. Pour l'alléger, le coton fait place à un mélange nylon/coton, vite remplacé par un satin de nylon qui sera ultérieurement utilisé pour le MA-1.

- Le MA-1, aussi appelé « Bomber », par sa longévité, peut être considéré comme l'aboutissement des développements antérieurs, le modèle ayant fait l'objet d'une standardisation par l'armée américaine jusqu'au début des années 1980.